# Kim Seung-soo
Kim Seung-Soo es un actor suroreano.

## Filmografía

### Series televisivas
- Hur Jun (MBC, 1999)
- Bad Boys (MBC, 2000)
- Rookie (SBS, 2000)
- Cool (KBS2, 2001)
- Mina (KBS2, 2001)
- Fox and Cotton Candy (MBC, 2001)
- Remember (MBC, 2002)
- Golden Pond (SBS, 2002)
- Wife (KBS2, 2003)
- Sweetheart (SBS, 2003)
- One Million Roses (KBS1, 2003)
- You are a Star (KBS1, 2004)
- My Sweetheart My Darling (KBS1, 2005)
- Jumong (MBC, 2006)
- Kimcheed Radish Cubes (MBC, 2007)
- Why Did You Come to My House (SBS, 2008)
- Don’t Ask Me About the Past (OCN, 2008)
- Glass Castle (SBS, 2008)
- Good Job, Good Job (MBC, 2009)
- I Am Legend (SBS, 2010)
- Gwanggaeto, The Great Conqueror (KBS, 2011)
- Just Like Today (MBC, 2012)
- Still You (SBS, 2012)
- Cheongdam-dong Alice (SBS, 2012)
- Who Are You? (tvN, 2013) (invitado, ep 3-4, 13)
- Give Love Away (MBC, 2013)
- Family Secrets (tvN, 2014)
- Love in the Moonlight (KBS2, 2016)
- First Love Again (KBS2, 2017)
- Are You Human? (2018) (cameo)
- King Maker: The Change of Destiny (TV Chosun, 2020)
- Sweet Munchies (JTBC, 2020)
- Blade of the Phantom Master (KBS2, 2020) - ep. #1, 3
- Love Scene Number (MBC TV, 2021)
- River Where the Moon Rises (KBS2, 2021) - ep. #14-15
- Show Window: Queen's House (Channel A, 2021-2022)
- Bajo el paraguas de la reina (tvN, Netflix, 2022)[4]
- Three Bold Siblings (KBS2, 2022-23)[5]
- Delivery Man (Genie TV, ENA, 2023)[6]

### Películas
- A Single Spark (1995)
- General Hospital the Movie: A Thousand Days (2000)
- My Heart (2000)
- Gochibang (unreleased)

## Premios
- 2002 MBC Drama Awards: mejor actor nuevo (Fox and Cotton Candy, Remember)
- 2003 KBS Drama Awards: premio a la excelencia, actor (One Million Roses)
- 2006 MBC Drama Awards: premio a la excelencia, actor (Jumong)
- 2017 KBS Drama Awards: premio a la excelencia, actor de drama diario (First Love Again)